# بوگامبارا
بوگامبارا (به لاتین: Bogambara) یک منطقهٔ مسکونی در سری‌لانکا است که در استان مرکزی (سری‌لانکا) واقع شده‌است.